# Couvent franciscain de Gorica
Pour les articles homonymes, voir Gorica.
Le couvent franciscain de Gorica est un couvent de franciscains situé près de Livno en Bosnie-Herzégovine. Il a sans doute été fondé au XIVe siècle et son église, dédiée à Saint Pierre et Saint Paul date de 1854 ; il est inscrit sur la liste des monuments nationaux de Bosnie-Herzégovine.

## Architecture

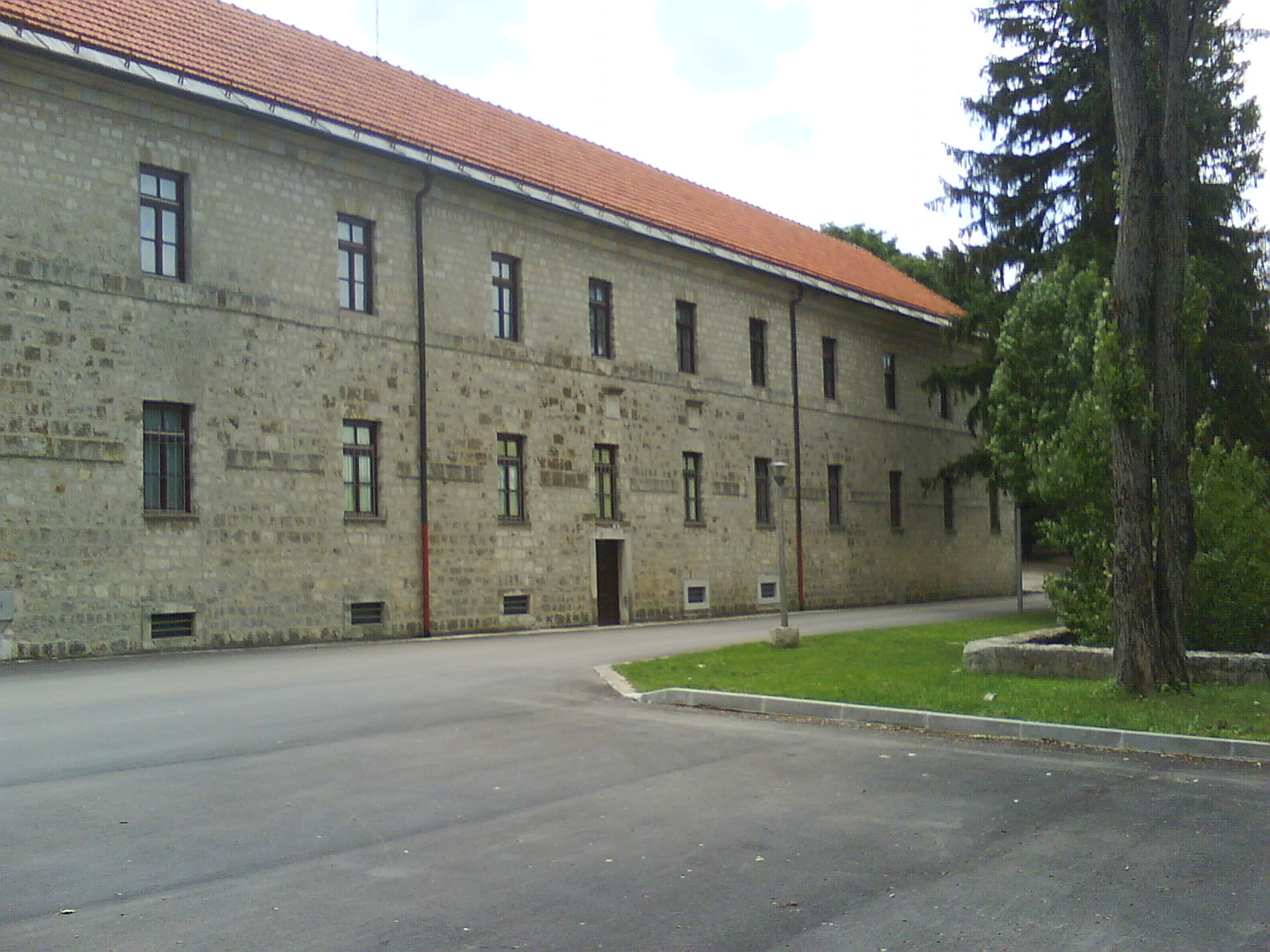
Autre vue du couvent